# Milionário & José Rico
Milionário & José Rico foi uma dupla de música sertaneja do Brasil, formada pelos cantores Milionário e José Rico em 1970. Em atividade por quarenta anos, a dupla recebeu a alcunha de "as gargantas de ouro do Brasil" devido à potência vocal dos cantores. Os músicos alcançaram o auge da carreira com canções como "Decida", do álbum homônimo de 2003, e "Estrada da Vida", do álbum também homônimo de 1977.
Romeu Matos (Milionário) e José Alves (José Rico) se conheceram na década de 1960 e formaram a dupla em 1970. Os discos Estrada da Vida (1977) e Tribunal do Amor (1982) obtiveram destaque na indústria fonográfica brasileira e tornaram-lhes reconhecidos no âmbito nacional e internacional. Lançaram, então, pelo menos vinte álbuns entre gravações de estúdio, gravações ao vivo e compilações até 1991. Neste ano, separaram-se, com Milionário juntando-se a Mathias (que havia deixado a dupla Matogrosso & Mathias) e José Rico ingressando em carreira solo.
Em 1994, Milionário & José Rico lançam Nasci Para Te Amar, disco que marca a volta da dupla. Nos seguintes vinte e um anos, lançaram oito álbuns, incluindo Sentimental Demais (2000) e O Dono do Mundo (2002), que obtiveram êxito. Em março de 2015, José Rico é internado em Americana, São Paulo, e morre aos 68 anos em decorrência de uma parada cardíaca. A morte do cantor pôs fim definitivo a Milionário & José Rico. Milionário, então, formou dupla com o cantor Marciano e estiveram em atividade até o falecimento deste em janeiro de 2019.

## História

### Antecedentes
Romeu Januário de Matos e José Alves dos Santos se conheceram em meados do fim dos anos 1960 e início dos anos 1970. A forma como se conheceram varia nos depoimentos concedidos pelos próprios cantores e em outras fontes. Há relatos de que José Rico conheceu um músico de nome artístico Cambota no município paranaense de Paranavaí, por volta de 1965. Segundo o próprio Cambota, foi ele quem apresentou José Rico à Romeu Januário, o Milionário.
Supostamente, em 1969, José Rico mudou-se para Dourados, Mato Grosso do Sul, onde chegou sozinho e sem dinheiro. Nessa época, lutava para sobreviver fazendo bicos, mas nunca chegou a abandonar a música. Foi também no Mato Grosso do Sul que José Rico, que nunca escondeu a paixão pelo futebol, chegou a tentar a carreira como atleta. Jogou por diversas equipes amadoras e semiprofissionais da região.
Há muitos relatos de que, em Dourados, foi ajudado por um barbeiro e radialista, João Armando Perrupato. Teria sido ele que, juntamente com um empresário chamado Salvador Pinheiro, levou José Rico à Califórnia, gravadora fundada pelo músico piracicabano Mário Vieira. Por essa gravadora, Milionário e José Rico gravaram o primeiro LP, intitulado Sempre Sofrendo. Das 12 músicas do disco, 3 foram escritas em coautoria de José Rico e João Perrupato. As três, coincidentemente, falavam de cidades sul-mato-grossenses (Recordando Mato Grosso, Homenagem à Bela Vista e Cidade Moderna).
Contudo, em uma das últimas entrevistas concedidas pela dupla, na data de 27 de dezembro de 2014, ao entrevistador Raul Gil, José Rico afirmou que conheceu Milionário quando morava no Jaçanã, em São Paulo, e o cantor o acolheu, levando-o para sua casa, que ficava na Vila Ede. A história bate razoavelmente com a contada por Milionário, que, por sua vez, em uma entrevista para o Programa Bem Sertanejo, de Michel Teló, afirmou que mudou-se para a capital São Paulo ainda em 1957.

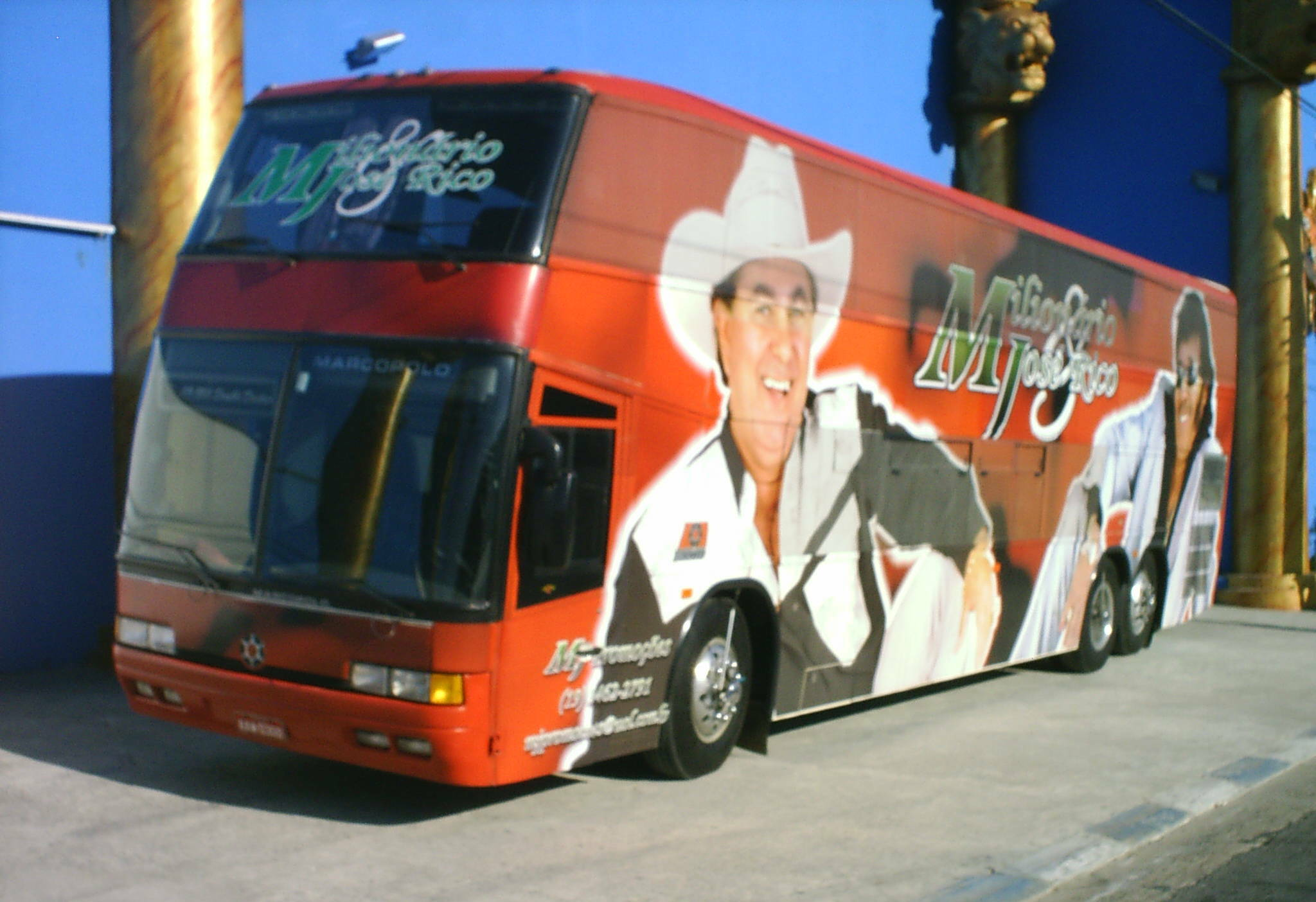
Ônibus da dupla, em foto tirada em 2004.

### 1973–75:Milionário & José RicoeIlusão Perdida
A dupla gravou um LP em 1973, pela Continental/Chantecler, com destaque para as músicas "Inversão de Valores" (Prado Júnior e João Armando Perrupato), "De Longe Também Se Ama" (José Rico e Jair Silva Cabral), "Paraná Querido" (Paulinho Gama e Goiá) e "Coração de Pedra" (Belmiro).
No entanto, após o sucesso alcançado com o primeiro LP, Milionário e José Rico já haviam sido contratados pela Continental/Chantecler, gravadora que acabou sendo responsável pela quase totalidade dos discos da dupla. E em 1975, gravaram o Volume 2, intitulado "Ilusão Perdida" que é, por sinal, o disco preferido de Milionário. Destaque para "Ilusão Perdida" (Milionário e José Rico) e "Dê Amor Para Quem Te Ama" (José Rico - Peão Carreiro).

### 1976–1991: Outros lançamentos e separação
Vieram depois o Volume 3, em 1976, e o Volume 4, com o título de "As Gargantas De Ouro Do Brasil", em 1977, e o sucesso da dupla cada vez era maior. E ainda no mesmo ano de 1977, eles conheceram a consagração definitiva, com o estrondoso sucesso da canção rancheira "Estrada da Vida", de autoria do próprio José Rico, que foi faixa-título do LP Volume 5, e é sem dúvida, o maior sucesso da dupla.
Em 7 de setembro de 1991, após a gravação do LP Volume 20, intitulado "Vontade Dividida", ocorreu a separação da dupla por um período de dois anos. O último show da dupla em que foi anunciada a separação foi na cidade de Ipuã, em São Paulo, com apresentação do locutor Eurípedes Apolinário, de Ribeirão Preto, durante a gravação do seu programa "Afinando a Viola" (TV Record) na Feira da Bondade. O contratante, o então prefeito Nenem Montanher, disse que "está acontecendo neste momento a castração da música sertaneja".

### 1994–2015: Reunião, últimos anos, morte de José Rico e fim da dupla
Em 1994, Milionário e José Rico uniram novamente as suas forças e gravaram o LP Volume 21, com o título "Nasci Para Te Amar", o qual foi também lançado simultaneamente em CD, o primeiro da dupla. Nesse disco, a dupla gravou uma música de autoria de José Rico em homenagem ao inesquecível Ayrton Senna, que havia falecido tragicamente naquele ano.
Em 2008, depois de cinco anos sem gravar disco nenhum, a dupla lançou o CD e o DVD "Atravessando Gerações", incluindo músicas como Vontade Dividida, Solidão, Decida, De Longe Também se Ama, De Amor Pra Quem Te Ama, Viva A Vida, O Tropeiro, Sonhei Com Você e o grande hino da dupla, a Icônica Estrada Da Vida mostrando que realmente atravessou gerações. Dentre as inéditas, há "A Majestade A Mulher", "O Dia da Vitória", "Anjo Loiro" e "A Garça Pantaneira".
No dia 3 de março de 2015, José Rico faleceu aos 68 anos, vítima de um infarto. O cantor deu entrada no hospital em Americana no interior de São Paulo no mesmo dia, vindo a falecer no começo da tarde.

## Filmes
Em 1980, já reconhecidos pela canção "Estrada da Vida", protagonizaram o filme biográfico Na Estrada da Vida, dirigido pelo cineasta Nelson Pereira dos Santos. Em 1988, protagonizaram outro filme biográfico, intitulado Sonhei com Você, dirigido por Ney Santanna.

## Características artísticas
A dupla inovou, assim como a dupla Pedro Bento & Zé da Estrada, incluindo a sinfonia no sertanejo, com simpatia de José Rico pelos mais variados estilos musicais, como a gaúcha, mexicana, paraguaia e cigana, dotou essa dupla de um estilo característico e inconfundível. O uso de instrumentos como harpas, trompetes e em especial o acordeon, demonstraram esta miscigenação e riqueza musical.

## Discografia
- Milionário & José Rico (1973)
- Ilusão Perdida (1975)
- Volume 3 (1976)
- As Gargantas de Ouro do Brasil - Volume 4 (1977)
- Estrada da Vida (1977)
- Rei Sem Trono (1978)
- Caminhos da Vida (1978)
- Realidade (1979)
- Trilha Sonora do Filme Na Estrada da Vida (1980)
- Amor Dividido (1980)
- Escravo do Amor (1981)
- Tribunal do Amor (1982)
- Amor Infinito (1983)
- Lembrança (1984)
- Minha Prece (1985)
- Levando a Vida (1987)
- Os Grandes Sucessos de Milionário & José Rico (1988)
- Viva a Vida (1988)
- Trilha Sonora do Filme Sonhei Com Você (1989)
- Vontade Dividida (1991)
- Nasci Para Te Amar (1994)
- De Cara Com a Saudade (1996)
- As Gargantas de Ouro do Brasil - Volume 23 (1997)
- Milionário & José Rico - Ao Vivo (1999)
- Sentimental Demais (2000)
- O Dono do Mundo (2002)
- Decida (2003)
- Atravessando Gerações (2008)
- Nossa História (2011)

Existem alguns álbuns que não fazem parte da discografia oficial, que são:
- O primeiro LP da dupla, com o título "Sempre Sofrendo", foi gravado em 1970 pelo selo Califórnia, com as canções "De Longe Também Se Ama" e "Zé Macaia". Em 1973, a dupla gravou o segundo disco pela Chantecler como sendo Vol.01. Este disco de 1970 não era reconhecido como disco de carreira até 2008, passou a fazer parte da discografia oficial da dupla após o Vol.27, ou seja, é o primeiro disco, mas conta como Vol.28
- Um compacto lançado em 1980 com as músicas "Canção De Um Patriota" (que não saiu em nenhum LP da dupla) e "Oração Do Sertanejo" (que saiu no LP de 1981)
- Um compacto de Carnaval, lançado em 1983, intitulado "A Marcha do Zum".

### DVDs
- Milionário e José Rico - Ao Vivo (1999)
- Atravessando Gerações (2008)

### Filmes
- Na Estrada da Vida (1980)
- Sonhei Com Você (1988)